# Третенский
Третенский — хутор в Верхнедонском районе Ростовской области.
Входит в состав Шумилинского сельского поселения.

## Население
| 1989 | 2002 | 2010 |
| ---- | ---- | ---- |
| 94   | ↘48  | ↘22  |

## Улицы
На хуторе имеется одна улица: Третинская.